# Bardenac
Bardenac és un municipi francès situat al departament del Charente i a la regió de la Nova Aquitània. L'any 2007 tenia 239 habitants.

## Demografia

### Població
El 2007 la població de fet de Bardenac era de 239 persones. Hi havia 94 famílies de les quals 24 eren unipersonals (12 homes vivint sols i 12 dones vivint soles), 25 parelles sense fills, 33 parelles amb fills i 12 famílies monoparentals amb fills.
La població ha evolucionat segons el següent gràfic:
Habitants censats

### Habitatges
El 2007 hi havia 126 habitatges, 96 eren l'habitatge principal de la família, 19 eren segones residències i 12 estaven desocupats. 124 eren cases i 2 eren apartaments. Dels 96 habitatges principals, 73 estaven ocupats pels seus propietaris, 19 estaven llogats i ocupats pels llogaters i 4 estaven cedits a títol gratuït; 1 tenia una cambra, 3 en tenien dues, 15 en tenien tres, 29 en tenien quatre i 47 en tenien cinc o més. 60 habitatges disposaven pel capbaix d'una plaça de pàrquing. A 47 habitatges hi havia un automòbil i a 41 n'hi havia dos o més.

### Piràmide de població
La piràmide de població per edats i sexe el 2009 era:
| Homes | Edats   | Dones |
| ----- | ------- | ----- |
| 0     | 95 o +  | 0     |
| 4     | 90 a 94 | 4     |
| 0     | 85 a 89 | 12    |
| 0     | 80 a 84 | 4     |
| 0     | 75 a 79 | 4     |
| 4     | 70 a 74 | 4     |
| 4     | 65 a 69 | 12    |
| 12    | 60 a 64 | 8     |
| 4     | 55 a 59 | 4     |
| 0     | 50 a 54 | 0     |
| 0     | 45 a 49 | 0     |
| 12    | 40 a 44 | 0     |
| 16    | 35 a 39 | 12    |
| 8     | 30 a 34 | 24    |
| 0     | 25 a 29 | 4     |
| 0     | 20 a 24 | 0     |
| 12    | 15 a 19 | 0     |
| 20    | 10 a 14 | 4     |
| 12    | 5 a 9   | 8     |
| 8     | 0 a 4   | 16    |

## Economia
El 2007 la població en edat de treballar era de 140 persones, 100 eren actives i 40 eren inactives. De les 100 persones actives 84 estaven ocupades (57 homes i 27 dones) i 16 estaven aturades (5 homes i 11 dones). De les 40 persones inactives 10 estaven jubilades, 13 estaven estudiant i 17 estaven classificades com a «altres inactius».

### Ingressos
El 2009 a Bardenac hi havia 98 unitats fiscals que integraven 245 persones, la mediana anual d'ingressos fiscals per persona era de 14.860 €.

### Activitats econòmiques
Dels 17 establiments que hi havia el 2007, 1 era d'una empresa de fabricació d'altres productes industrials, 8 d'empreses de construcció, 3 d'empreses de comerç i reparació d'automòbils, 1 d'una empresa d'hostatgeria i restauració, 3 d'empreses immobiliàries i 1 d'una empresa classificada com a «altres activitats de serveis».
Dels 8 establiments de servei als particulars que hi havia el 2009, 1 era un taller de reparació d'automòbils i de material agrícola, 2 paletes, 2 guixaires pintors, 1 fusteria, 1 lampisteria i 1 electricista.
L'any 2000 a Bardenac hi havia 12 explotacions agrícoles que ocupaven un total de 477 hectàrees.

## Equipaments sanitaris i escolars
El 2009 hi havia una escola elemental integrada dins d'un grup escolar amb les comunes properes formant una escola dispersa.

## Poblacions més properes
El següent diagrama mostra les poblacions més properes.